# Namibia (Aizoaceae)
Namibia es un género con tres especies de plantas suculentas perteneciente a la familia Aizoaceae.

## Especies
- Namibia cinerea
- Namibia pomonae
- Namibia ponderosa